# Lista de acessórios do Xbox One e Series X/S
Os consoles de jogos Xbox One e Xbox Series X/S, desenvolvidos pela Microsoft, apresentam uma série de acessórios próprios e de terceiros .

## Controle e Acessórios

### Controle sem fio do Xbox

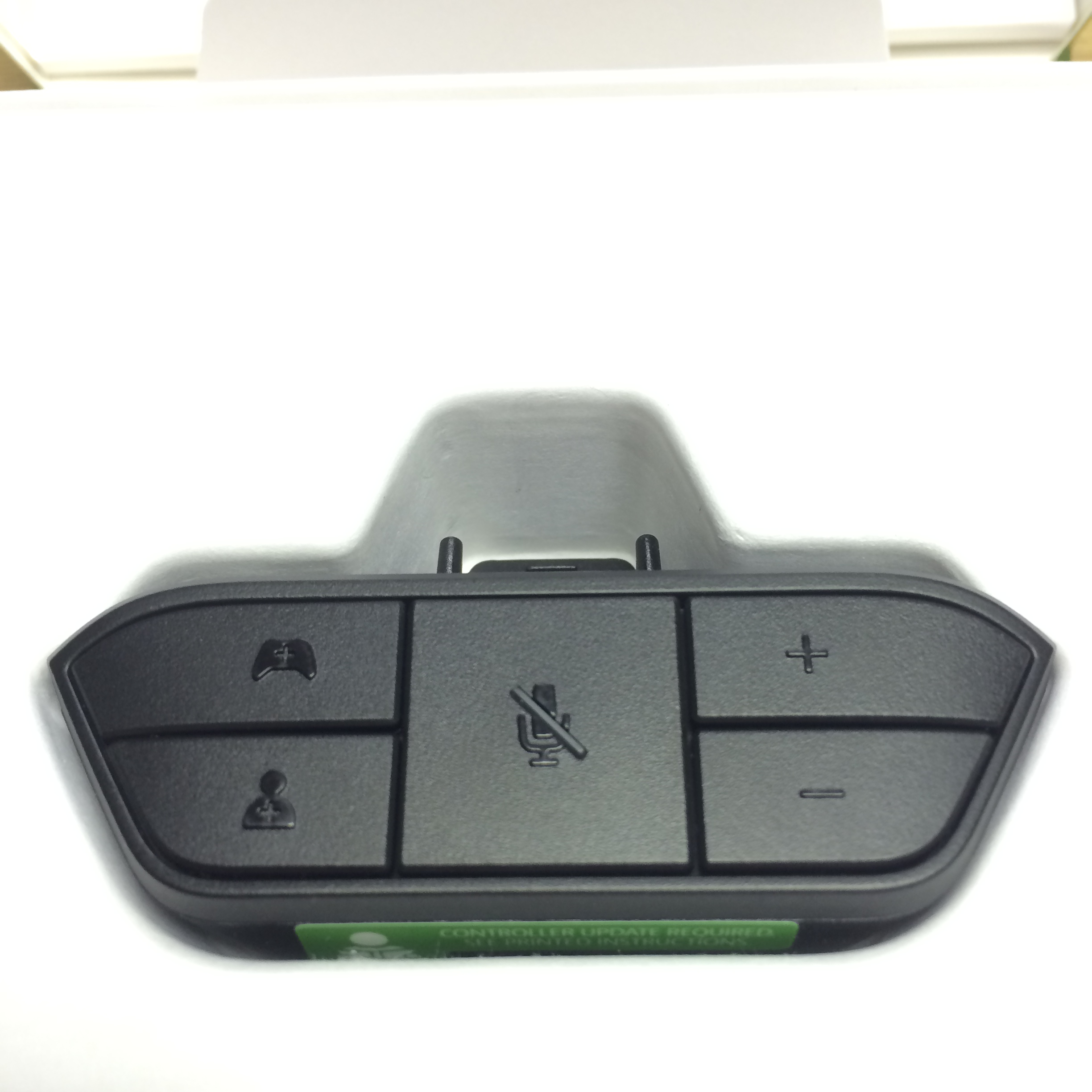
Adaptador de fone de ouvido estéreo

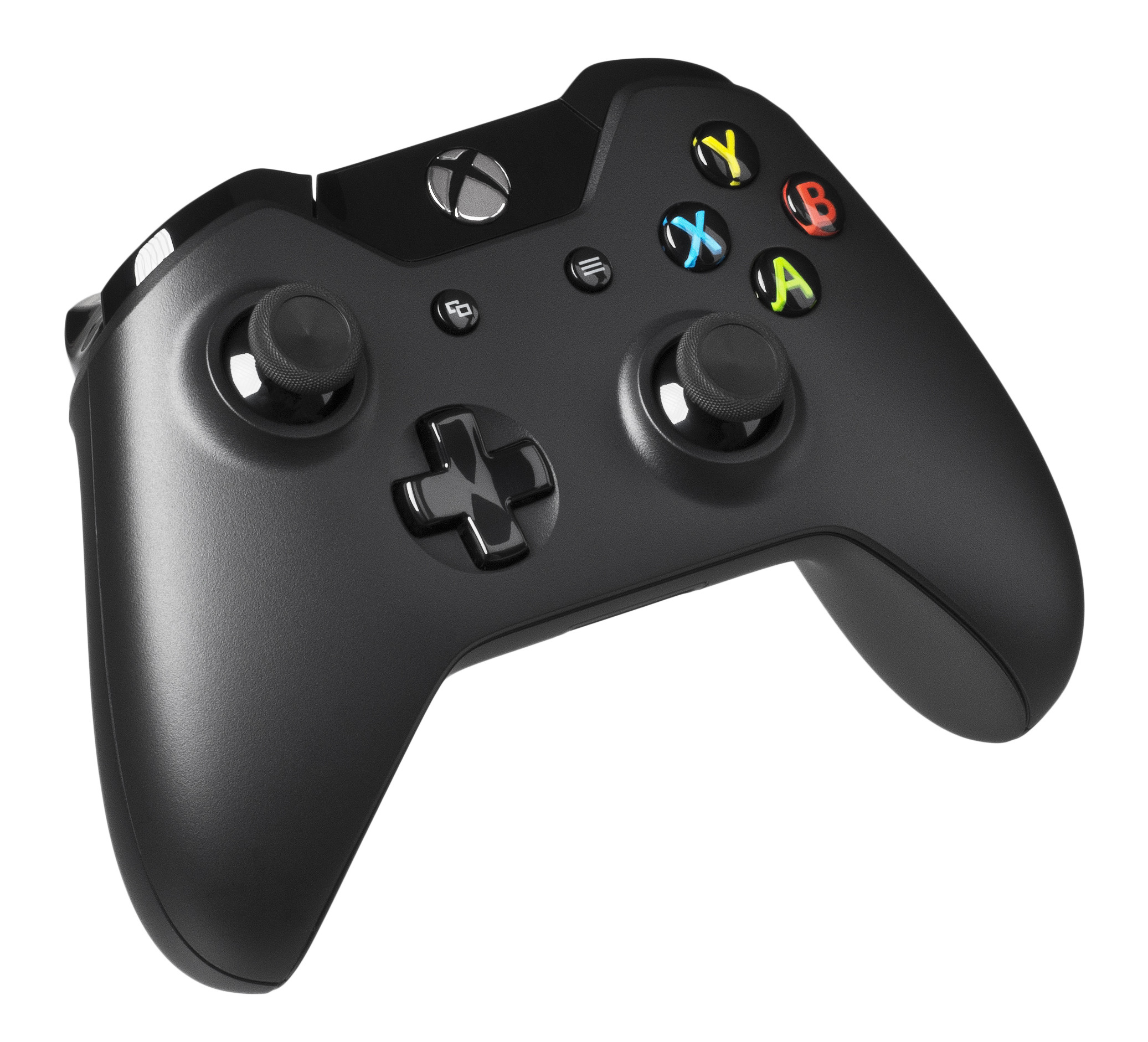
Controle sem fio Xbox (modelo 1537)

É possível conectar até quatro controles ao Xbox One, Series X ou Series S, incluindo controles com e sem fio. Os controles sem fio funcionam com pilhas AA (alcalinas ou recarregáveis) ou com um pacote de baterias recarregáveis. Os controles do Xbox 360 não são compatíveis com o Xbox One ou Series X/S. O controle também é compatível com PCs. O controle sem fio do Xbox tem feedback de vibração (Rumble Packs).
Vários acessórios são conectados às portas do controle padrão do Xbox One; essas portas incluem uma porta micro-USB na borda superior do controle (entre os gatilhos), uma porta de expansão na borda inferior do controle e um conector de áudio próximo à porta de expansão. Os acessórios que usam essas portas incluem fones de ouvido, chatpads e dispositivos de carregamento.

#### Adaptador de fone de ouvido estéreo
Ao contrário dos modelos posteriores, o controle sem fio original do Xbox One (modelo 1537) não possui um conector de fone de ouvido de 3,5 milímetros na borda inferior do controle. O adaptador de fone de ouvido estéreo do Xbox One (modelo 1626) permite o uso de fones de ouvido estéreo com conectores de fone de ouvido de 3,5 milímetros usando a porta de expansão retangular na parte inferior central de todos os controles do Microsoft Xbox One, incluindo o original (modelo 1537). O adaptador de fone de ouvido estéreo inclui cinco botões que permitem ao jogador equilibrar os níveis de saída de áudio do bate-papo e do jogo, ajustar o volume geral e silenciar o microfone do bate-papo. Estava disponível separadamente e em um pacote com o fone de ouvido estéreo Xbox One (modelo 1610).

#### Teclado de bate-papo

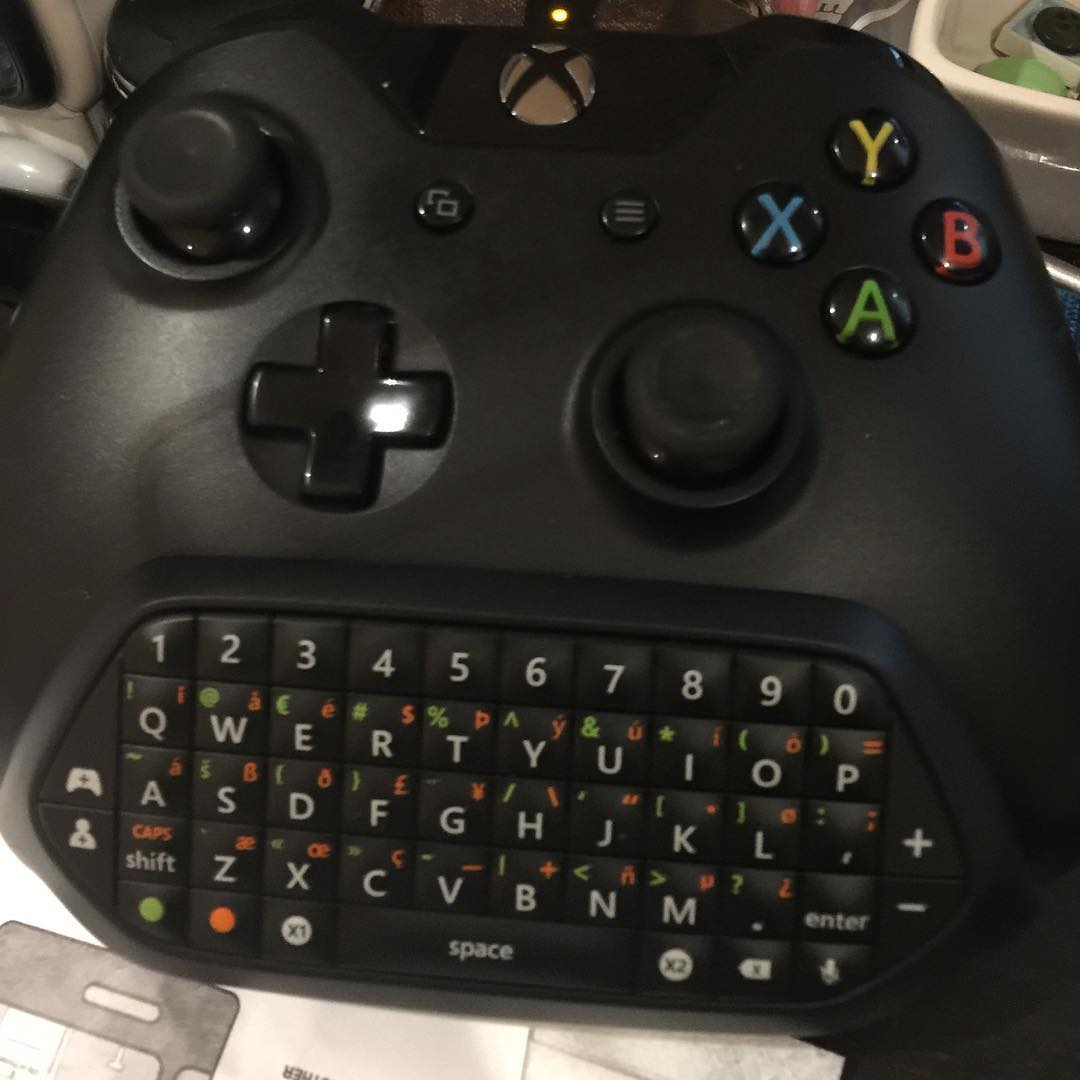
Chatpad e controlador

O acessório de teclado Microsoft Chatpad (Modelo 1676), semelhante ao Xbox 360 Messenger Kit, foi revelado na Gamescom em 4 de agosto de 2015. O Chatpad também inclui as funções do Adaptador de Fone de Ouvido Estéreo e foi fornecido com a versão atualizada do Fone de Ouvido de Bate-papo com terminação em 3.5 conector para fone de ouvido de mm. Além disso, o Chatpad possui duas teclas programáveis dedicadas; o comportamento padrão permitia ao jogador gravar capturas de tela (X1) e clipes de jogo (X2) sem usar um menu de software, se essa funcionalidade estiver habilitada nas configurações do Xbox Dashboard.

#### Kit Play and Charge/Bateria recarregável + Cabo USB-C
Semelhante à versão do Xbox 360, o Play and Charge Kit (Modelo 1556/1727) é o pacote oficial de bateria recarregável para controles do Xbox One; ele inclui a bateria, que é instalada no compartimento de bateria existente, e um cabo de carregamento, que permite aos jogadores carregar o controle enquanto jogam. O cabo é um cabo USB-A para micro-USB padrão 9 ft (2.7 m) longo, equipado com uma luz indicadora que fornece informações sobre o estado da carga, brilhando em laranja durante o carregamento e verde ou branco quando concluído. A bateria recarregável de íons de lítio do Xbox One incluída tem uma capacidade de 1400 Capacidade de mA-hr a 3,0 V.
O Play and Charge Kit foi renomeado para Bateria Recarregável Xbox + Cabo USB-C e lançado para os controles do Series X/S em 2020. A bateria recarregável é fisicamente idêntica à versão anterior, e a atualização do kit é limitada ao cabo fornecido, que agora é um 9 ft (2.7 m) Cabo USB-A para USB-C em vez de micro USB. A luz indicadora foi removida do cabo atualizado.

### Controle Adaptável Xbox

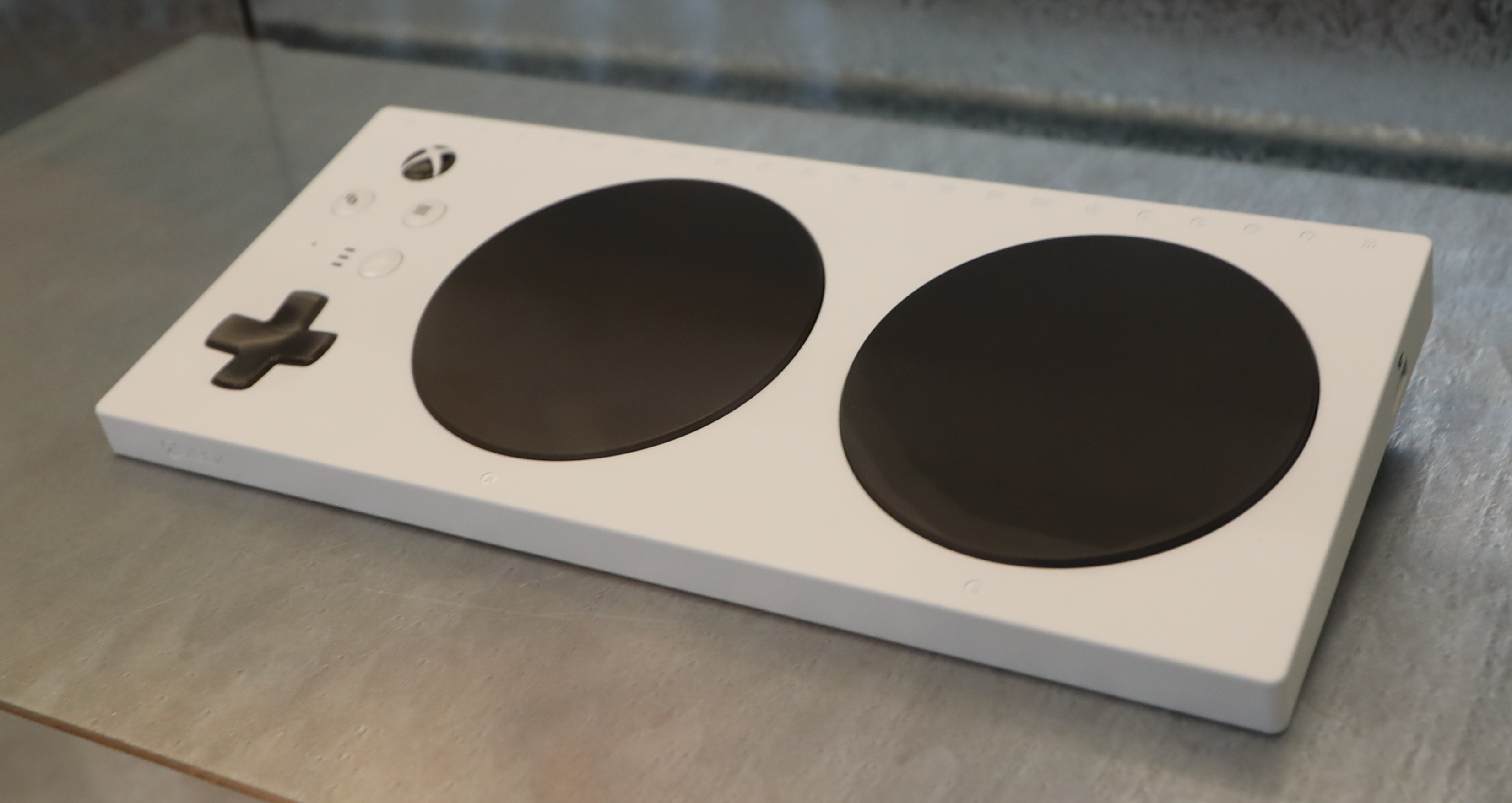
Controle Adaptável Xbox

O Controle Adaptável do Xbox (Modelo 1826) foi lançado pela Microsoft em 4 de setembro de 2018. Tem uma estrutura retangular fina com cerca de 30 cm de comprimento. A parte frontal do controle tem dois botões grandes e abobadados que podem ser mapeados para qualquer função usando o aplicativo Acessórios do Xbox. O mostrador também inclui um grande D-pad, botão de menu, botão de visualização e o botão home do Xbox, que estão presentes em um controle padrão do Xbox One. O controle possui portas USB em ambos os lados que são usadas para conectar dispositivos que mapeiam funções de controle analógico. A parte de trás do quadro tem dezenove 3,5 Conectores de 1,5 mm que permitem a conexão de vários dispositivos de entrada assistida; cada conector corresponde a uma função diferente de botão, gatilho, bumper ou D-pad no controle padrão do Xbox One. Além disso, um botão permite ao jogador selecionar um dos três perfis salvos. O Controle Adaptável do Xbox é compatível com dispositivos Windows 10 e Xbox One e é compatível com todos os jogos em nível de sistema.

### Kinect

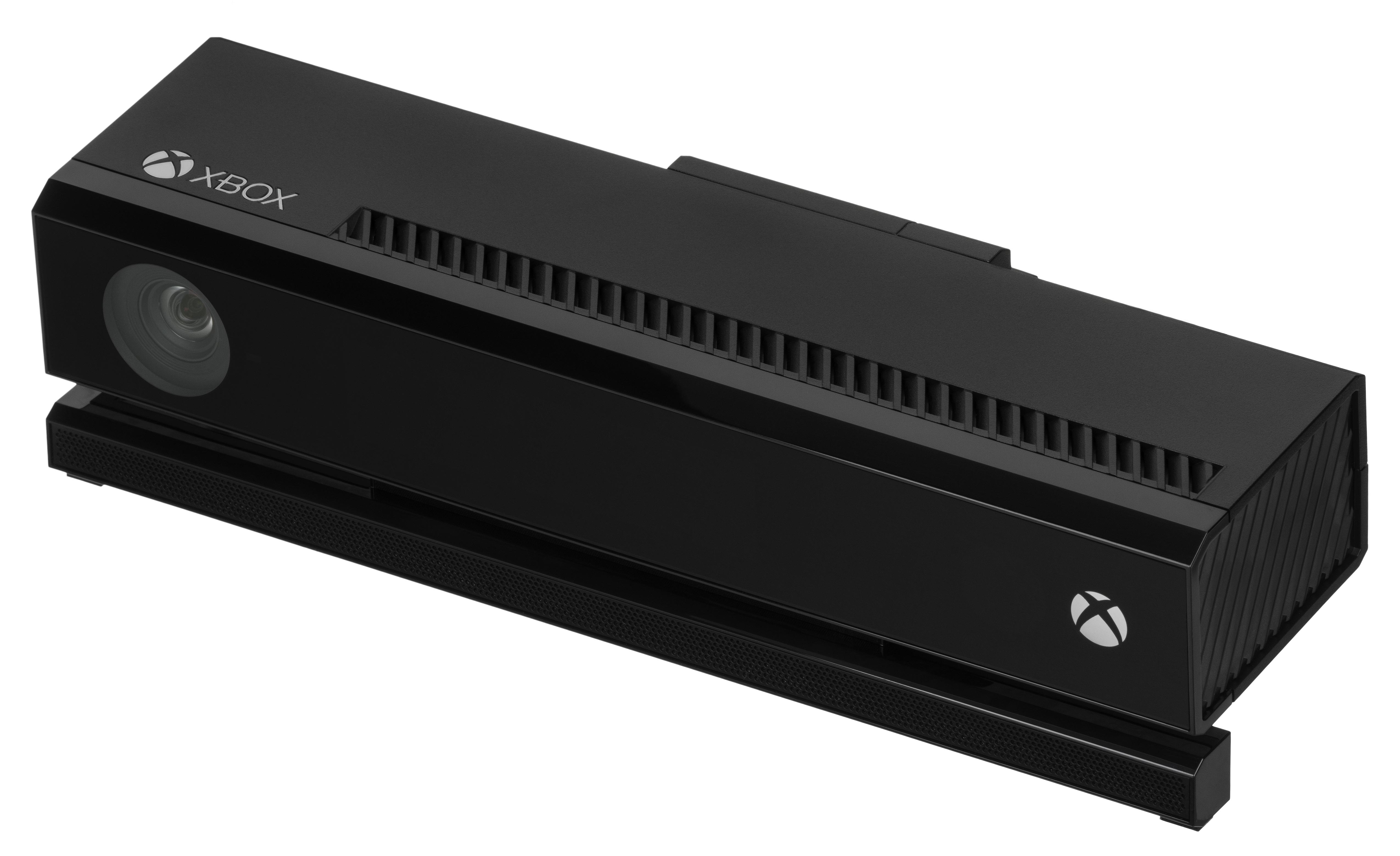
Xbox One Kinect

Kinect (codinome "Project Natal", modelo 1520) é uma "experiência de jogo e entretenimento sem controle" produzida pela Microsoft para o Xbox One. Baseado em um periférico adicional para o console, ele permite que os usuários controlem e interajam com o Xbox One com comandos de voz, movimentos, gestos ou objetos e imagens apresentados. A partir de 2016 com o lançamento do Xbox One S e continuando com o Xbox One X, a Microsoft removeu a porta Kinect do console e disponibilizou um adaptador de porta Kinect. No final de outubro de 2017, foi anunciado oficialmente que a produção do Kinect cessaria.
O Xbox Series X e S não são compatíveis com o Kinect.

### Adaptador sem fio Xbox para Windows

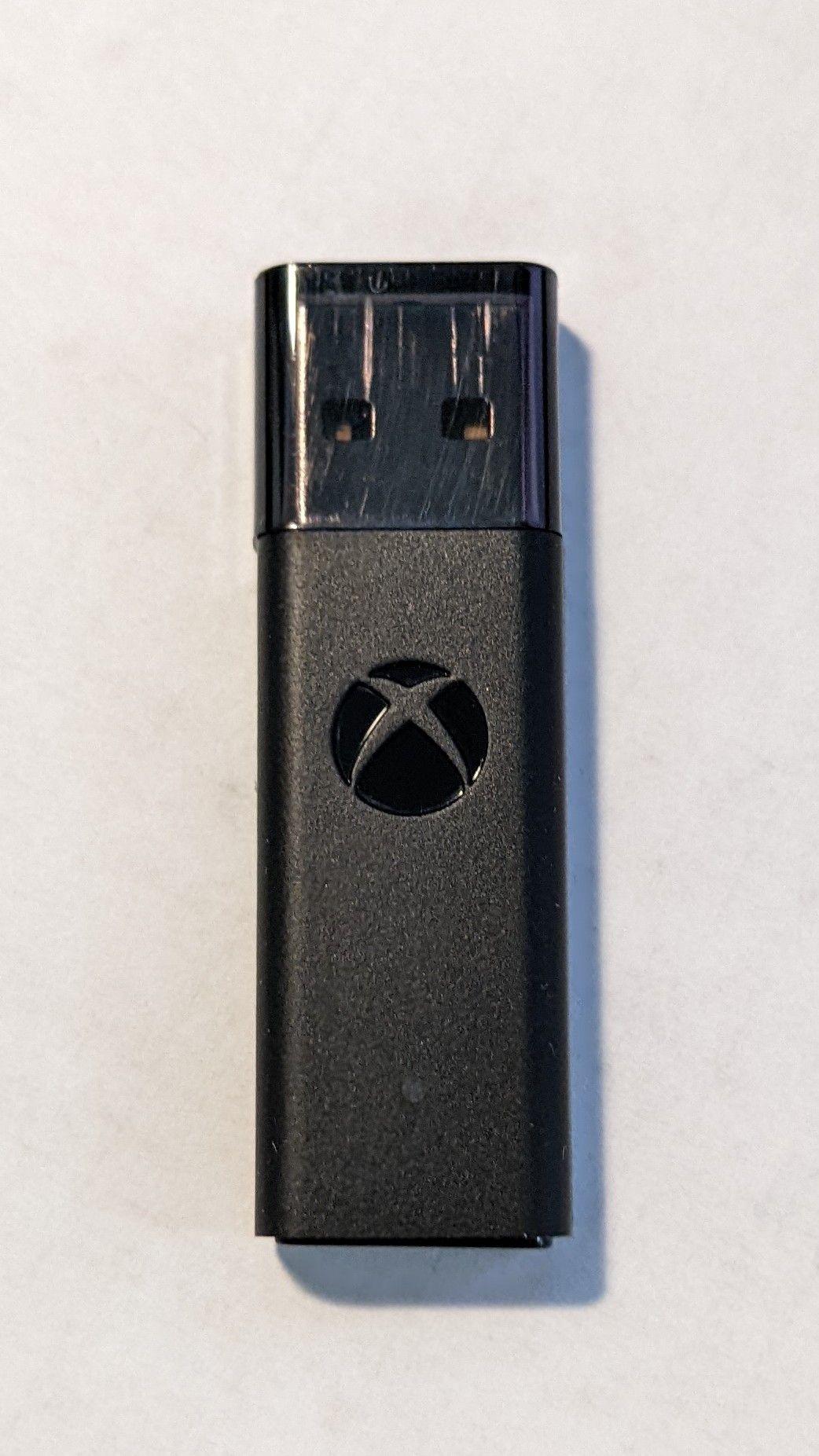
Adaptador sem fio Xbox para Windows 10 (modelo 1790)

O Adaptador Sem Fio Xbox para Windows (Modelo 1713, usa chip Mediatek MT7600UAN) é um dongle USB-A com um único botão que permite que computadores que usam os sistemas operacionais Windows 10 e Windows 11 se conectem com acessórios sem fio Xbox (incluindo controles e fones de ouvido) por meio do protocolo Sem Fio Xbox em vez de Bluetooth. Foi introduzido em 2015. Uma versão revisada (Modelo 1790, usa o chip Mediatek MT7612UN) foi introduzida em 2017 com um tamanho menor, reduzindo a potencial interferência física com portas USB adjacentes.

## Dispositivos de mídia

### Controle remoto de mídia
No Xbox One X e One S, o receptor infravermelho fica na parte frontal do console, atrás de uma janela oval ao lado do botão de emparelhamento, que é usado para emparelhar controladores e outros dispositivos usando o protocolo Xbox Wireless. No Xbox Series X/S, o receptor infravermelho fica escondido dentro do botão de emparelhamento na parte frontal do console, próximo à porta USB-A.

### 'Sintonizador de TV Digital
Lançado apenas na Europa, o sintonizador de TV digital do Xbox One (modelo 1611) permite que os usuários assistam a canais de TV digital ao vivo e pelo ar. O sinal da antena é conectado ao sintonizador de TV digital por meio de um cabo coaxial com soquete RG6, que então converte e transmite os dados para o console por meio de um plugue de saída USB-A. Ele suporta transmissões DVB-T2, DVB-T e DVB-C. Não é compatível com o Xbox Series X e S.
Um sintonizador de TV digital de terceiros estava disponível para o Xbox One nos Estados Unidos e Canadá através da Microsoft Store a partir de 2015. Foi feito pela Hauppauge Computer Works.

## Fones de ouvido

### Fone de ouvido para bate-papo
O fone de ouvido com fio para bate-papo do Xbox One (modelo 1564) é um fone de ouvido de ouvido único com um microfone boom permanentemente conectado a um adaptador que se conecta à porta de expansão retangular na borda inferior do controle do Xbox One; ele também se encaixa nos dois furos redondos que ladeiam a porta de expansão com pinos de alinhamento de plástico para estabilidade. Há três botões no adaptador, que permitem ao jogador ajustar o volume do bate-papo e silenciar o microfone. Uma versão do Chat Headset foi disponibilizada posteriormente com um padrão de 3,5 mm plugue de fone de ouvido em vez do adaptador; na versão atualizada, os controles estavam em um pequeno pod de plástico alinhado com o cabo.

### Fone de ouvido estéreo
O fone de ouvido estéreo do Xbox One (modelo 1610) permite que os jogadores ouçam o áudio do jogo misturado ao bate-papo simultaneamente. Possui um padrão de 3,5 plugue de fone de ouvido de mm e é fornecido com o adaptador de fone de ouvido estéreo (modelo 1626).
Um fone de ouvido estéreo Xbox atualizado, com estilo semelhante ao fone de ouvido sem fio Xbox e que inclui um controle de volume giratório, mas não o dial de controle de mixagem de jogo/bate-papo ou a conectividade sem fio, foi lançado em agosto de 2021.

### Fone de ouvido sem fio
O fone de ouvido sem fio Xbox executa a mesma tarefa que o fone de ouvido de bate-papo e o fone de ouvido estéreo, mas se conecta usando o mesmo protocolo sem fio Xbox que o controle sem fio, em vez de um conector físico, permitindo que ele funcione em aproximadamente 30 ft (9.1 m) alcance e pode ser usado com ou sem um controlador conectado ao console. Até quatro fones de ouvido sem fio podem ser usados simultaneamente em um único Xbox One, Series X ou Series S. Os botões giratórios dos fones de ouvido oferecem uma maneira intuitiva de alterar o volume e o equilíbrio entre jogo e bate-papo. O fone de ouvido possui uma bateria recarregável integrada, que dura até 15 horas e vem com um carregador USB-C e um manual de instruções. O fone de ouvido se encaixa em ambas as orelhas e tem um microfone ajustável que pode ser dobrado para cima e para fora quando não estiver em uso.